# Rohen
 (décembre 2013).
Si vous disposez d'ouvrages ou d'articles de référence ou si vous connaissez des sites web de qualité traitant du thème abordé ici, merci de compléter l'article en donnant les références utiles à sa vérifiabilité et en les liant à la section « Notes et références ».
Rohen est un fabricant français d'agrandisseurs établi à Ivry-sur-Seine (Val-de-Marne). En janvier 2013, la société cesse toute activité.

## Histoire
La société est créée dans les années 1950 par Henri Robinet (d'où « Ro-Hen »). Un de ses ouvriers prend le relais, la société devenant familiale, puis elle est reprise dans les années 1990 par une personne extérieure.
Autrefois florissante, cette petite entreprise produit encore quelques agrandisseurs, des statifs de reproduction et des bancs titres avec éclairage. Puis, pendant quelques années, elle fabrique également des tables d'animation et des presses livres pour la reproduction de livres.

## Production

### Agrandisseurs
- Modèles figurant au catalogue de 1960

M36 (24 × 36), NA1 (24 × 36), NB1 (24 × 36), A2 (24 × 36), NA6 (du 24 × 36 au 6 × 6), NA9 (du 24 × 36 au 6 × 9), NB9 (du 24 × 36 au 6 × 9).
La concurrence est alors essentiellement nationale : Priox, Noxa, Foca, Houpé.
- Modèles figurant au catalogue de 1978

NA36 (24 × 36), A2 (du 24 × 36 au 4 × 4), NA6 (du 24 × 36 au 6 × 6), NB6 (du 24 × 36 au 6 × 6).
Le marché s'est entretemps largement internationalisé.
- Modèles figurant au catalogue de 2003

NA6 (du 24 × 36 au 6 × 6).
Les laboratoires photographiques sont mis à mal par l'essor du numérique.

### Statifs
- Avec colonne de 40 cm, 60 cm, 1 m, 1,20 m, 1,40 m

### Bancs titres
- Électriques ou manuels avec colonne de 1,50 m et plus

### Tables d'animations
- Électriques ou manuelles

### Presse-livres
- Électriques ou manuels